# Stadsbrand van Heusden
In 1572 werd bijna de hele stad Heusden door een grote stadsbrand in de as gelegd. Van het stadhuis was niets meer over, ook grote delen van de grote kerk werden vernield.
De brand is ontstaan ten gevolge van oorlogshandelingen.